# Силван (ТВ серија)
Силван (шп. Sylvan) је шпанска анимирана серија у продукцији D'Ocon Films коју је креирао Антони Д'Окон.
Серија је усредсређена на лик Силвана и његове херојске фантастичне авантуре у средњем веку. Силван је јунак мачеваша краља Карлоса, који брани и штити краљевство од злих сила.

## Радња
Серија је постављена у средњем веку, у краљевству краља Карлоса, када је све било магично и пуно враџбина. Силван, који значи „човек из шуме”, је млади господин који ће једног дана бити изабран да се бори против зла и постане херој. борећи се чврсто за правду и слободу.
Свака епизода је независна и нуди авантуре Силвана у борби против зла.